# Cupa Ligii (România)
Cupa Ligii, cunoscută oficial din motive de sponsorizare sub numele de Cupa Ligii AdePlast, a fost o competiție de fotbal din România, care s-a disputat în 1994, 1998, 2000 și apoi din 2014 până în 2017. Ca și în cazul Cupei României, Cupa Ligii se desfășura în sistem eliminatoriu, cu semifinală tur-retur. Câștigătoarea trofeului nu primea un loc de participare în Europa League (precum este cazul în Cupa României), dar primea un premiu în valoare de 400.000 de euro.

## Istoric

### Începuturile – Ediții cu caracter neoficial.

#### Cupa FRF
A existat o ediție în sezonul 1978-1979, numită Cupa FRF, câștigătoarea (Universitatea Craiova) urmând să reprezinte România în Cupa Balcanică.

#### Cupa Municipiului București
Cupa Municipiului București a fost gândită ca o competiție pregătitoare a sezonului oficial, organizată tradițional, vara, cu o săptămână înaintea primului fluier al Diviziei A. A ființat preț de 28 de ediții, între 1967 și 1995, cu pauză în 1994 (Cupa Samsung).

#### Cupa Samsung
Cupa Ligii era menită să scurteze pauza dintre sfârșitul sezonului de ligă și începutul competițiilor internaționale. Competiția sub denumirea de Cupa Samsung a fost ideea lui Gheorghe Copos și a fost desfășurată la sfârșitul sezonului 1993-94 cu cele 18 echipe ale primei divizii a României și Rapid fiind câștigătoare și primind o recompensă financiară de 100.000 de dolari. Înainte de sezonul 2014-15, competiția a avut un caracter amical în afară de ediția din 1994, a mai fost jucată în 1998 și 2000 înainte de a fi abandonată.

### Edițiile cu caracter oficial.

#### Cupa Ligii AdePlast
Pe 17 februarie 2012, în cadrul unei întâlniri, s-a decis ca turneul să fie disputat din nou începând cu sezonul 2012-2013 cu câștigătorul care ar fi câștigat una dintre pozițiile disponibile în Europa League.
Reluarea competiției a fost ulterior amânată pentru sezonul 2014-2015. La ședința Ligii din 8 aprilie 2014 a fost stabilită noua formulă pentru cupă, va fi cu eliminare directă fără meciuri tur-retur în semifinale și partidele vor fi jucate în timpul pauzei din campionat pentru a face loc naționalei. A fost luată decizia de a se reînființa competiția, dar de data aceasta cu un caracter oficial. Cupa a fost sponsorizată de AdePlast SA, companie ce produce materiale de construcție, de unde și numele de Cupa Ligii AdePlast.
La sfârșitul lunii mai, în anul 2017, Federația Română de Fotbal a luat hotărârea să desființeze această competiție, din cauza mai multor plângeri ale cluburilor din Liga I, care acuzau Cupa Ligii că încarcă inutil calendarul unui sezon.

## Format
Erau acceptate numai echipele din Liga I. Echipele de pe primele două locuri intrau doar din runda sferturilor.

## Finale
| Data           | Câștigătoare     | Rezultat              | Finalistă          | Stadion                             |
| -------------- | ---------------- | --------------------- | ------------------ | ----------------------------------- |
| 26 mai 1994 †  | Rapid București  | 5–1                   | UTA Arad           | Stadionul Francisc von Neuman, Arad |
| 28 mai 1998 †  | FCM Bacău        | 3–2 (d.p.)            | Universitatea Cluj | Stadionul Rocar, București          |
| 1 iunie 2000 † | Gloria Bistrița  | 2–2 (d.p.) 3–1 (pen.) | FCM Bacău          | Stadionul Cotroceni, București      |
| 20 mai 2015    | Steaua București | 3–0                   | Pandurii           | Arena Națională, București          |
| 17 iulie 2016  | Steaua București | 2–1 (d.p.)            | Chiajna            | Arena Națională, București          |
| 20 mai 2017    | Dinamo București | 2-0                   | ACS Poli           | Arena Națională, București          |

†Cu caracter neoficial.

## Clasamentul câștigătoarelor
| Loc | Club               | Câștigătoare | Finaliste | An(i)        |
| --- | ------------------ | ------------ | --------- | ------------ |
| 1   | Steaua București   | 2            | 0         | 2015, 2016   |
| 2   | FCM Bacău          | 1            | 1         | 1998*, 2000* |
| 3   | Dinamo București   | 1            | 0         | 2017         |
| 3   | Rapid București    | 1            | 0         | 1994*        |
| 3   | Gloria Bistrița    | 1            | 0         | 2000*        |
| 6   | UTA Arad           | 0            | 1         | 1994*        |
| 6   | Universitatea Cluj | 0            | 1         | 1998*        |
| 6   | Pandurii           | 0            | 1         | 2015         |
| 6   | Chiajna            | 0            | 1         | 2016         |
| 6   | ACS Poli           | 0            | 1         | 2017         |

'*' Ediții neoficiale.

### Clasamentul pe orașe
| Orașe       | Club                  | Număr finale | Număr finale |
| Orașe       | Club                  | Câștigătoare | Finaliste    |
| ----------- | --------------------- | ------------ | ------------ |
| București   | Steaua, Rapid, Dinamo | 4            | 0            |
| Bacău       | FCM Bacău             | 1            | 1            |
| Bistrița    | Gloria                | 1            | 0            |
| Arad        | UT Arad               | 0            | 1            |
| Chiajna     | Concordia             | 0            | 1            |
| Cluj-Napoca | Universitatea         | 0            | 1            |
| Târgu Jiu   | Pandurii              | 0            | 1            |
| Timișoara   | Poli                  | 0            | 1            |

## Drepturi de televizare
Din sezonul 2014–15 până în sezonul 2018–19, canalele-surori Look TV (azi Prima Sport 1) și Transilvania Live (azi Prima Sport 4) au fost menite să transmită Cupa Ligii. Meciurile ar fi putut fi vizionate și pe Digi Sport și Dolce Sport.

## Vezi și
- SuperLiga României
- Cupa României
- Supercupa României